# Laknäs
Laknäs är en by med omkring 280 invånare på en udde nedanför Tällberg vid Siljans strand i Leksands kommun i Dalarna i centrala Sverige. År 1838 drabbades byn av en brand i vilken elva gårdar brann ner.

## Historik
Åke Hyenstrand har antagit att Laknäs tillhör den äldsta fast etablerade bygden i Leksand, baserad på primitiv järnframställning från yngre järnålder. Påträffade fynd från den tiden är emellertid sparsamma. Två slaggförekomster finns i närheten av Björnudden. Vid Kolmyrsviken inrapporterades till riksantikvarieämbetet vad som då uppfattades som en skadad stensättning. 1916 hade två bröder som fraktade sten till kyrkudden för strandskoning tagit stenar här och i botten påträffat kol och ben, tydligen dock delvis djurben. Vid senaste inventeringen var anläggningen för skadad för att kunna bedömas. En sommarstugetomt täcker idag delvis den möjliga graven (RAÄ 60:1, Leksand). Ortnamnet Laknäs har ortnamnsforskaren Bror Lindén antagit vara kopplat till fisken Lake, och menar att lake var en fisk som här var en viktig handelsvara. Olof Siljeströms avhandling "De Lacu Siljan" från 1730 anför ett ordspråk som möjligen kan stödja teorin: Hiälmare Giädda, Siljans Laka, Ulo Lax är bland de bästa fiskar uti siögar tags. Andra har ansett att förleden Lak- kommer av ett forntida ord för sjö - samma som i de latinska språkets Lagus.
Det äldsta kända skriftliga belägget är från 1482 då en "pedher i lakaness" omtalas. Den äldsta skattelängden från 1539 upptar 5 skattebönder och Älvsborgs hjälpskatteregister 1571 anger 9 hushåll. Mantalslängden 1668 redovisar 18 hushåll, och Holstenssons karta från samma år har 15 gårdstecken. 1766 upptas 41 hushåll och 1830 47 hushåll och omkring 400 innevånare. Sedan sjunker innevånarantalet under ett antal år för att få en ny topp 1890 med 409 innevånare i 80 hushåll. Laknäs var tidigare känt för sin tegeltillverkning. Tegelslagerierna låg vid Kolmyrsviken och upp mot Ol-Ersviken. Det säsongsbundna arbetet avtynade efter andra världskriget och nedlades 1954 av brist på arbetskraft. En byskola uppfördes 1883-84, 1884 fick byn även ett missionshus intill skolan. 1899 startades kakelugnstillverkning som fortsatte fram till 1920-talet. Vid sekelskiftet etablerades även smides och snickerifabrik Wiklund & Eriksson - senare omdöpt till Wiklund, Eriksson & co. Innan produktionen nedlades på 1940-talet tillverkade man arbetstrillor, timmerkälkar och andra arbetsredskap, vävstolar med mera. Mest kända är man dock för den så kallade "Laknässparken" - en smäcker modell av sparkstöttingar där meden upptill avslutas i en elegant snäcka. Sparkstöttingarna av modellen är fortfarande i bruk i trakterna, och vårdas oftast ömt av sina ägare.
Byskolan omvandlades på 1920-talet till en affär, på 1930-talet uppfördes en ny affärslokal. Handelsboden stängde år 1965. Den gamla skolan har senare använts som bystuga.